# Guilherme Zarvos
Guilherme Zarvos (São Paulo, 13 de março de 1957) é um escritor, produtor cultural, professor, cientista social e economista brasileiro.

## Biografia
Descendente patrilinear de imigrantes gregos e proveniente de famílias tradicionais com destaque na política da República Velha pelo lado da mãe, é figura central e aglutinadora da poesia carioca desde 1990 através, principalmente, de sua atuação no evento CEP 20.000 (Centro de Experimentação Poética 20.000), por onde escoou, desde então, grande parte da produção artística do Rio de Janeiro.
Fez seu doutorado em Letras pela Pontifícia Universidade Católica do Rio de Janeiro (PUC) do Rio de Janeiro, publicou os livros Beijo na Poeira em 1990, Nacos de Carne, Ensaio de Povo Novo, Mais Tragédia Burguesa, Morrer e Zombar. Dirigiu a coleção "Século XXI", série de livretos de poesia lançada pelo CEP 20.000, o inventário CEP 20.000 - Dez Anos, o CD CEP 20.000, lançado pela revista Trip, e ainda a coletânea CEPensamento. 
Ao lado do poeta Chacal, é o fundador do CEP 20.000, fixado no Espaço Cultural Sérgio Porto, no Rio de Janeiro. O evento nasceu de outro evento criado por ele mesmo, chamado Terças Feiras Poéticas, que reuniu nomes como Ferreira Gullar, João Cabral de Mello Neto e Heloisa Buarque de Holanda. Pelo evento já passaram nomes como Michel Melamed, Jorge Mautner, Caetano, Viviane Mosé, Ericsson Pires, Pedro Rocha, Guilherme Levi, Márcio-André, Mano Melo, Rod Britto, Vitor Paiva, Tavinho Paes,  André Dahmer, Boato, Planet Hemp, BNegão, Pedro Luís, Bianca Ramoneda, entre outros.
Participa ativamente do movimento cultural e poético brasileiro, tendo levado o evento CEP 20.000 da Zona Sul da cidade do Rio de Janeiro para outros municípios periféricos da Região Metropolitana do Rio de Janeiro, como São Gonçalo; e, também, para cidades de outros estados como Fortaleza e Ouro Preto, e outros países, como Buenos Aires, na Argentina. Comunidades, como a favela da Rocinha, também foram assistidas pelo evento.